# Acaena sericea
Acaena sericea là loài thực vật có hoa trong họ Hoa hồng. Loài này được Jacq. f. mô tả khoa học đầu tiên.

## Hình ảnh

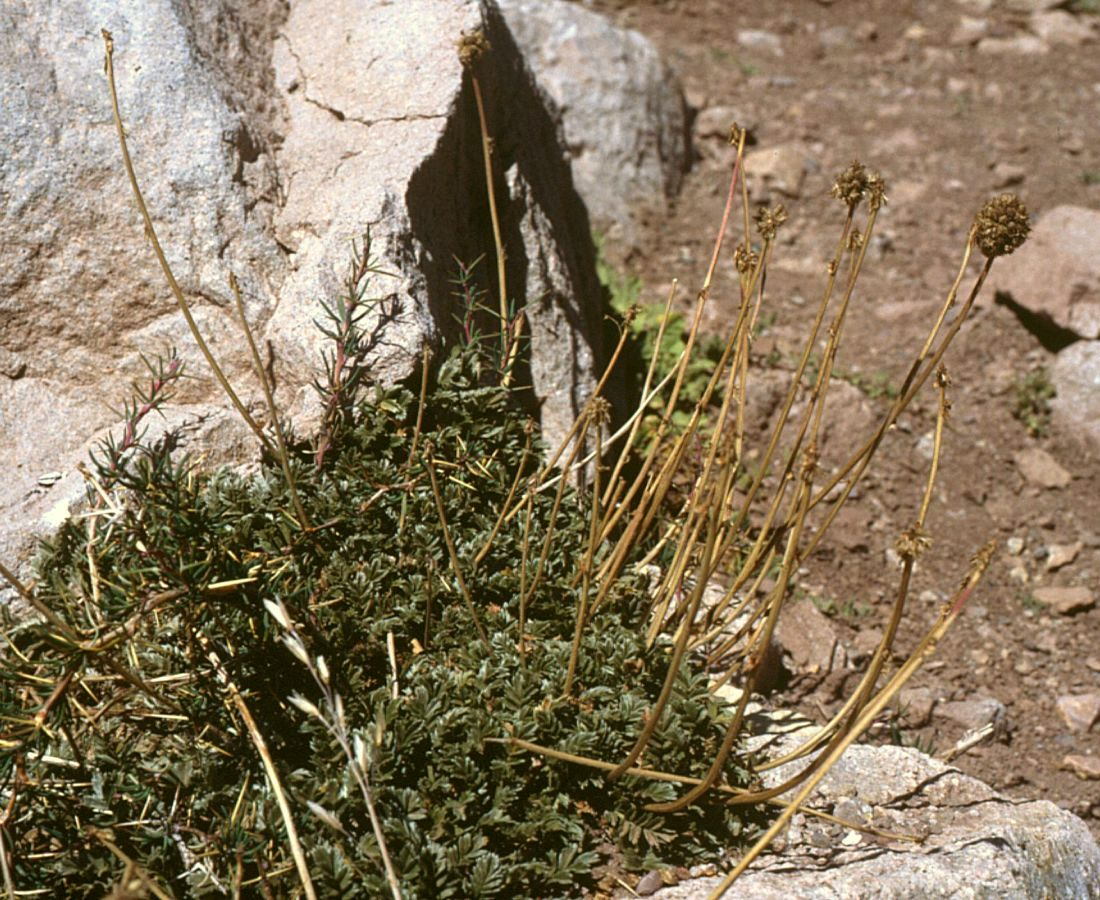
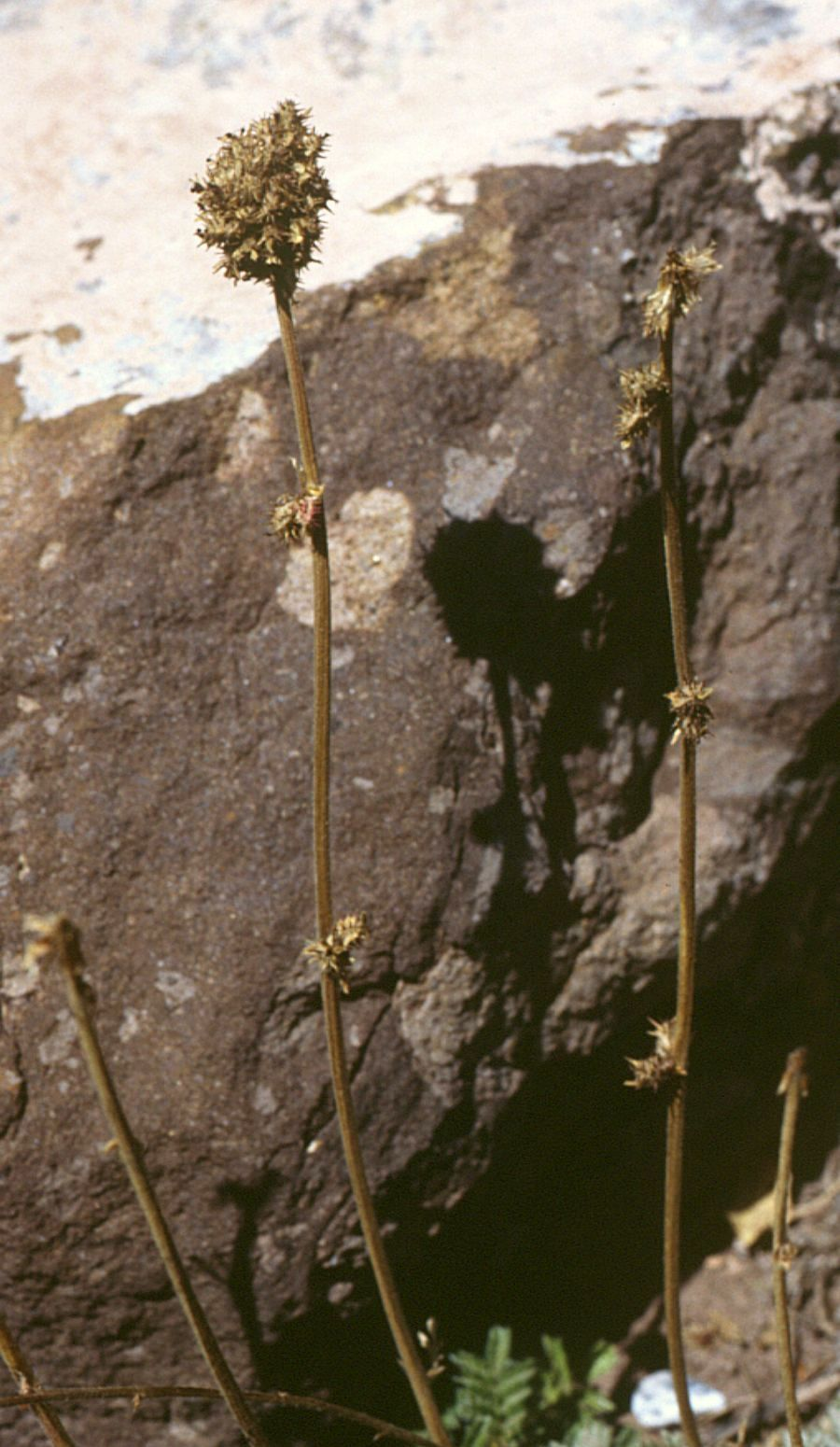